# Sominki
Sominki (kaszb. Somòńsczi Młin lub też Somònińsczi Młin, niem. Mühle) – przysiółek wsi Sominy w Polsce, położony w województwie pomorskim, w powiecie bytowskim, w gminie Studzienice, na Pojezierzu Bytowskim, na północnym brzegu jeziora Somińskiego, na obrzeżach Zaborskiego Parku Krajobrazowego. Wchodzi w skład sołectwa Sominy.
W latach 1975–1998 przysiółek administracyjnie należał do województwa słupskiego.